# پونته‌داسیو
پونته‌داسیو (به ایتالیایی: Pontedassio) یک کومونه در ایتالیا است که در استان ایمپریا واقع شده‌است.

## خصوصیات
پونته‌داسیو ۱۴٫۵ کیلومترمربع مساحت و ۲٬۱۵۹ نفر جمعیت دارد.